# Condado de Union (Tennessee)
O Condado de Union é um dos 95 condados do Estado americano do Tennessee. A sede do condado é Maynardville, e sua maior cidade é Maynardville. O condado possui uma área de 640 km² (dos quais 61 km² estão cobertos por água), uma população de 19 802 habitantes, e uma densidade populacional de 33 hab/km², aumento de 11,19% ante ao censo nacional de 2000. O condado foi fundado em 1850.